# آستکاپل
آستکاپل (به هلندی: Oostkapelle) یک منطقهٔ مسکونی در هلند است که در فیره (هلند) واقع شده‌است. آستکاپل ۲٬۴۵۶ نفر جمعیت دارد.